# Lemniscia galeata
Lemniscia galeata é uma espécie de gastrópode  da família Hygromiidae.
É endémica de Portugal.